# Frutiger Serif
El nom Frutiger comprèn una sèrie de famílies tipogràfiques, ideades pel tipògraf suís Adrian Frutiger. Encara que la primera Frutiger de la sèrie (1968) és una lletra de pal sec, més tard es va anar ampliant i actualment consta també d'una Frutiger Serif i models ornamentals de Frutiger, com la Frutiger Stones i Frutiger Symbols. Frutiger, doncs, es podria considerar un clan tipogràfic que reuneix famílies corresponents a diferents classes tipogràfiques però que tenen unes característiques comuns pel que fa a disseny i proporcions.

## Frutiger Serif (2008)[1]
(Linotype Originals)
Dissenyada per Adrian Frutiger i Akira Kobayashi (director tipogràfic de Linotype) en 2008. Va ser presentada el 24 de maig d'aquest any, coincidint amb l'aniversari de Frutiger.
És una versió actualitzada i ampliada de la lletra tipogràfica Meridien (creada per Adrian Frutiger en la dècada dels 50 i publicada el 1957 per Deberny & Beignot), però la Frutiger Serif és més condensada que la Meridien. La causa d'aquesta versió va ser la necessitat d'un tipus que funcionés amb cossos més petits que 10 o 12 punts. És perfecta amb grans quantitats de text i mides més petites que les habituals.
Combina molt bé amb els dissenys de pal sec d'Adrian Frutiger, com la Frutiger, Next Frutiger o la Univers.
Famílies tipogràfiques:
Frutiger Serif: Frutiger Serif Light, Serif Light Italic, Serif Regular, Serif Italic, Serif Medium, Serif Medium Italic, Serif Bold, Serif Bold Italic, Serif Heavy, Serif Heavy Italic
Frutiger Serif Condensed: Frutiger Serif Condensed Light, Serif Condensed Light Italic, Serif Condensed, Serif Condensed Italic, Serif Condensed Medium, Serif Condensed Medium Italic, Serif Condensed Bold, Serif Condensed Bold Italic, Serif Condensed Heavy, Serif Condensed Heay Italic

## Annexes
- Frutiger
- Frutiger Capitalis
- Frutiger Stones i Frutiger Symbols
- Frutiger Arabic
- Adrian Frutiger
- Llista de tipografies d'Adrian Frutiger